# 더글러스 월턴
더글러스 월턴(Douglas Walton, 1910년 10월 16일 ~ 1961년 11월 15일)은 캐나다의 배우, 연극 배우이다.

## 영화
- 그린 돌핀 스트리트 (1947년)
- 크로크 앤 대거 (1946년)
- 딕 트레이시 대 큐볼 (1946년)
- 도리안 그레이의 초상 (1945년)
- 안녕, 내 사랑 (1944년) - 린제이 마리오트 역
- 투 매니 걸즈 (1940년)
- 머나먼 항해 (1940년)
- 스토리 오브 버넌 앤 아이린 캐슬 (1939년)
- 메리 오브 스코틀랜드 (1936년)
- 춘희 (1936년)
- 프랑켄슈타인 2 - 프랑켄슈타인의 신부 (1935년)
- 바운티호의 반란 (1935년) - 스튜어트 역
- 길을 잃은 정찰대 (1934년)
- 몬테 크리스토 백작 (1934년)
- 루킹 포워드 (1933년)
- 오버 더 힐 (1931년)
- 지킬 박사와 하이드씨 (1931년)